# Martinsville (New Jersey)
Martinsville – jednostka osadnicza w Stanach Zjednoczonych, w stanie New Jersey, w hrabstwie Somerset.